# Кравцов Лаврентій Петрович
Лавре́нтій Петро́вич Кравцо́в (* 18 серпня 1903, Високі Байраки — 12 серпня 1984, Рівне) — український журналіст, прозаїк.

## З життєпису
Працював у журналі «Робсількор» з 1936 року, у періодичних виданнях кількох областей, був власним кореспондентом «Сільських вістей» по Рівненській та Волинській областях.
В часі Другої світової війни — редактор районної газети у Сталінградській області. Наприкінці 1943 року призначений на роботу в Рівненську область. Працював редактором районної газети в Сарнах, заступником редактора обласної газети «Червоний прапор», з 1965 року і до виходу на пенсію — кореспондент республіканської газети «Колгоспне село» по Рівненській та Волинській областях.
Автор нарису «Зростання» (1953), повісті «Підполковник Жаданівський» (1962) та інших.